# パリ条約 (1801年8月24日)
パリ条約（パリじょうやく、ドイツ語: Vertrag von Paris）は1801年8月24日に締結された、フランス統領政府とバイエルン選帝侯領の間の条約。条約により、バイエルン選帝侯はリュネヴィルの和約で定められたライン左岸の放棄などの状況を受け入れたが、ライン右岸の維持が保証されるとともに、バイエルン選帝侯がライン左岸を割譲する代償を早期に定める約束がなされた。条約はフランスの第一統領ナポレオン・ボナパルトがバイエルンを味方につけるために締結されたものだった。
バイエルンは第一次対仏大同盟と第二次対仏大同盟において、オーストリア側、すなわち神聖ローマ皇帝側についた。しかしフランスは勝利し、1801年2月9日に神聖ローマ皇帝フランツ2世とリュネヴィルの和約を締結した。この和約ではバイエルンによる領土割譲も定めた。
プファルツ＝ツヴァイブリュッケン家出身のマクシミリアン4世ヨーゼフは1799年に選帝侯になったが、前半生をフランスで過ごしたためやや親仏だった。バイエルンの中流階級もバイエルンがウィーンの宮廷（ハプスブルク家・皇帝側）に接近しすぎることを危惧したが、これはハプスブルク家がバイエルン併合の野心を持つ危惧によるものだった。1800年12月3日のホーエンリンデンの戦いでバイエルンとオーストリアの連合軍がフランス軍に敗北したことが、バイエルンとオーストリアの関係を断つ最後の一撃となった。バイエルンは敗戦をナポレオン・ボナパルトへの接近のチャンスとして利用した。というのも、大国フランスとオーストリアの間にいるバイエルンが戦場か行軍の通過地になるのは明らかであり、フランスへの転向は軍事的により強い国に従ったものにすぎなかった。
このような経緯から、1801年の条約の後はフランスからの補償と両国の協力がしばらく見られた。
バイエルンはリュネヴィルの和約とパリ条約により、プファルツ地方、ツヴァイブリュッケン、ユーリヒ公国（合計約12,400平方キロメートル、住民69万）を失ったが、1803年の帝国代表者会議主要決議でバンベルク司教領、ヴュルツブルク司教領、フライジング司教領、アウクスブルク司教領、パッサウ司教領の一部、アイヒシュテット司教領の一部、修道院12か所、帝国都市15か所（合計約18,000平方キロメートル、住民90万）を補償として得た。